# Zdzisław Styczeń
Zdzisław Witold Styczeń (ur. 16 października 1894 w Przemyślu, zm. 20 grudnia 1978 w Krakowie) – polski piłkarz, środkowy pomocnik. Olimpijczyk. 
W reprezentacji rozegrał 5 spotkań. Zagrał w historycznym, pierwszym meczu międzypaństwowym polskiej kadry – 18 grudnia 1921 Polska przegrała w Budapeszcie z Węgrami 0:1. Brał udział w igrzyskach olimpijskich w Paryżu. W latach 1911–1923 był graczem Cracovii. Z klubem tym zdobył mistrzostwo Polski w 1921, odszedł po konflikcie z działaczami i został piłkarzem lokalnego rywala – Wisły, gdzie grał w latach 1924–1926.
Był z wykształcenia architektem, ukończył Wyższą Szkołę Przemysłową. Pochowany na Cmentarzu Salwatorskim w Krakowie (sektor SC3-1-15).

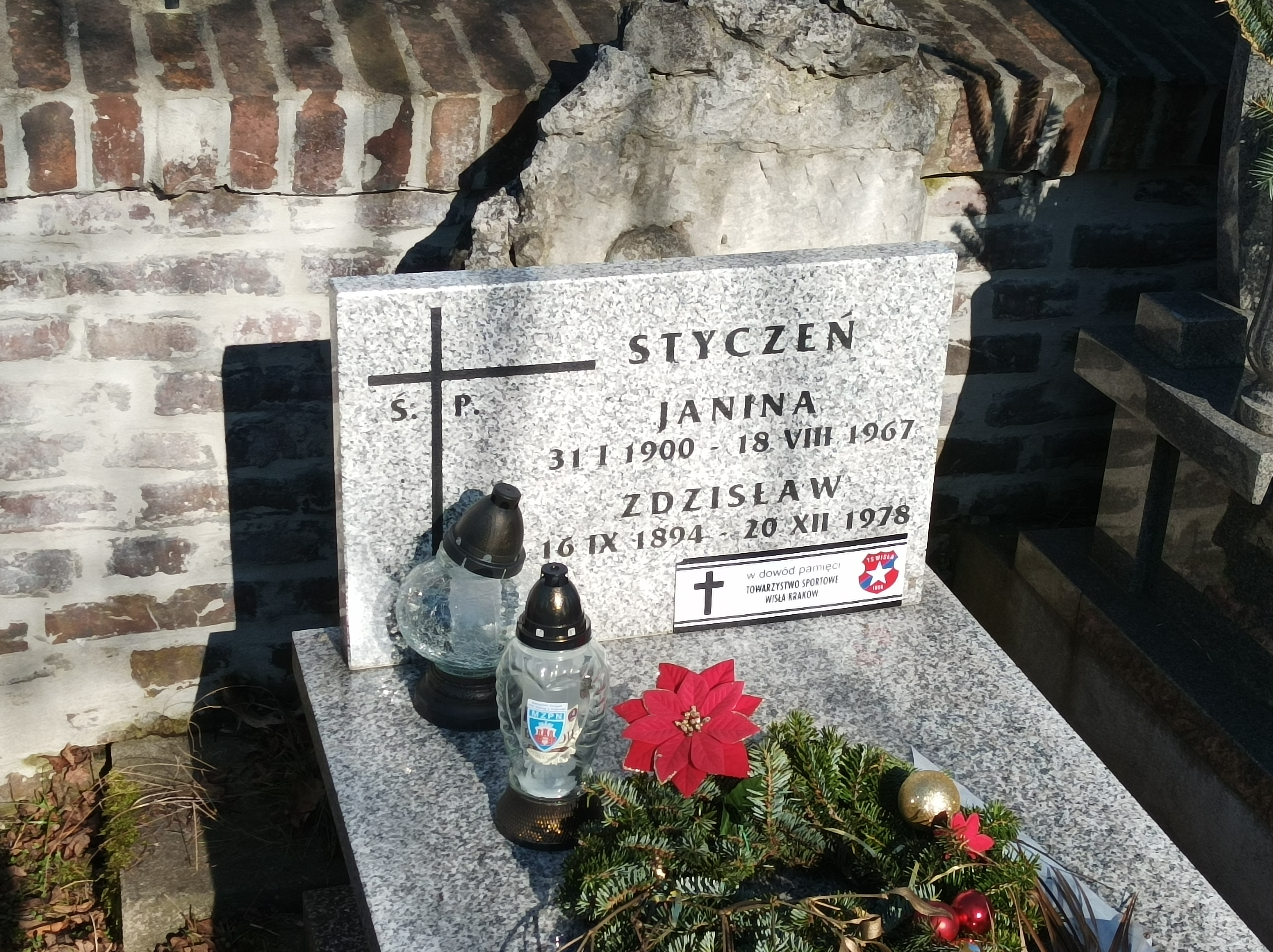
Grób Zdzisława Stycznia na Cmentarzu Salwatorskim

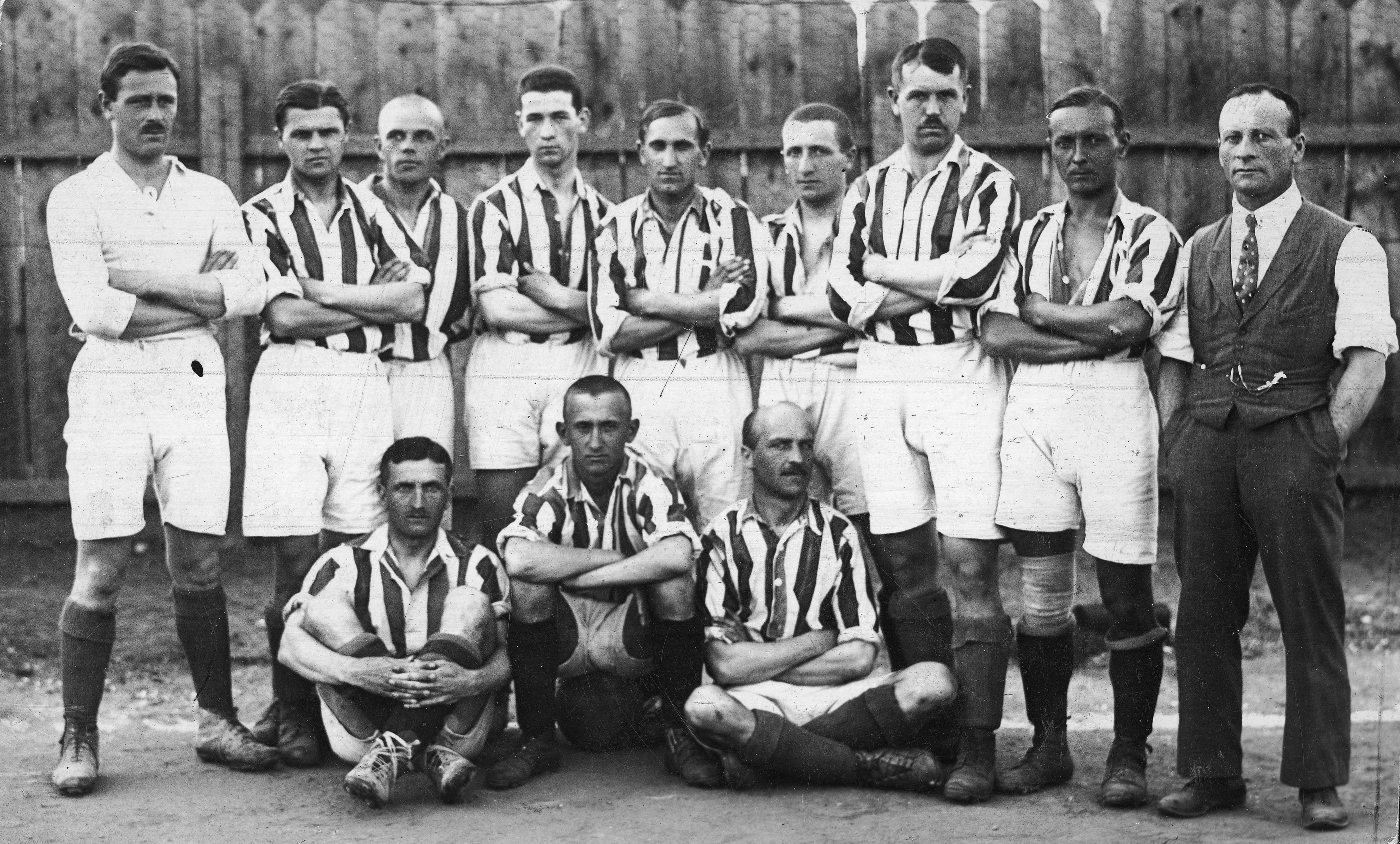
Styczeń (stoi trzeci od lewej) w barwach Cracovii, mistrza Polski 1921
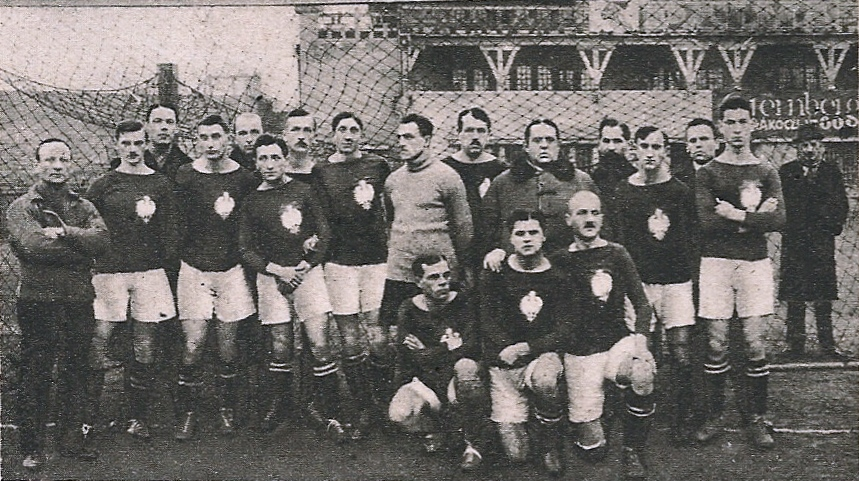
Styczeń (klęczy pierwszy od lewej) przed pierwszym meczem reprezentacji Polski, 1921
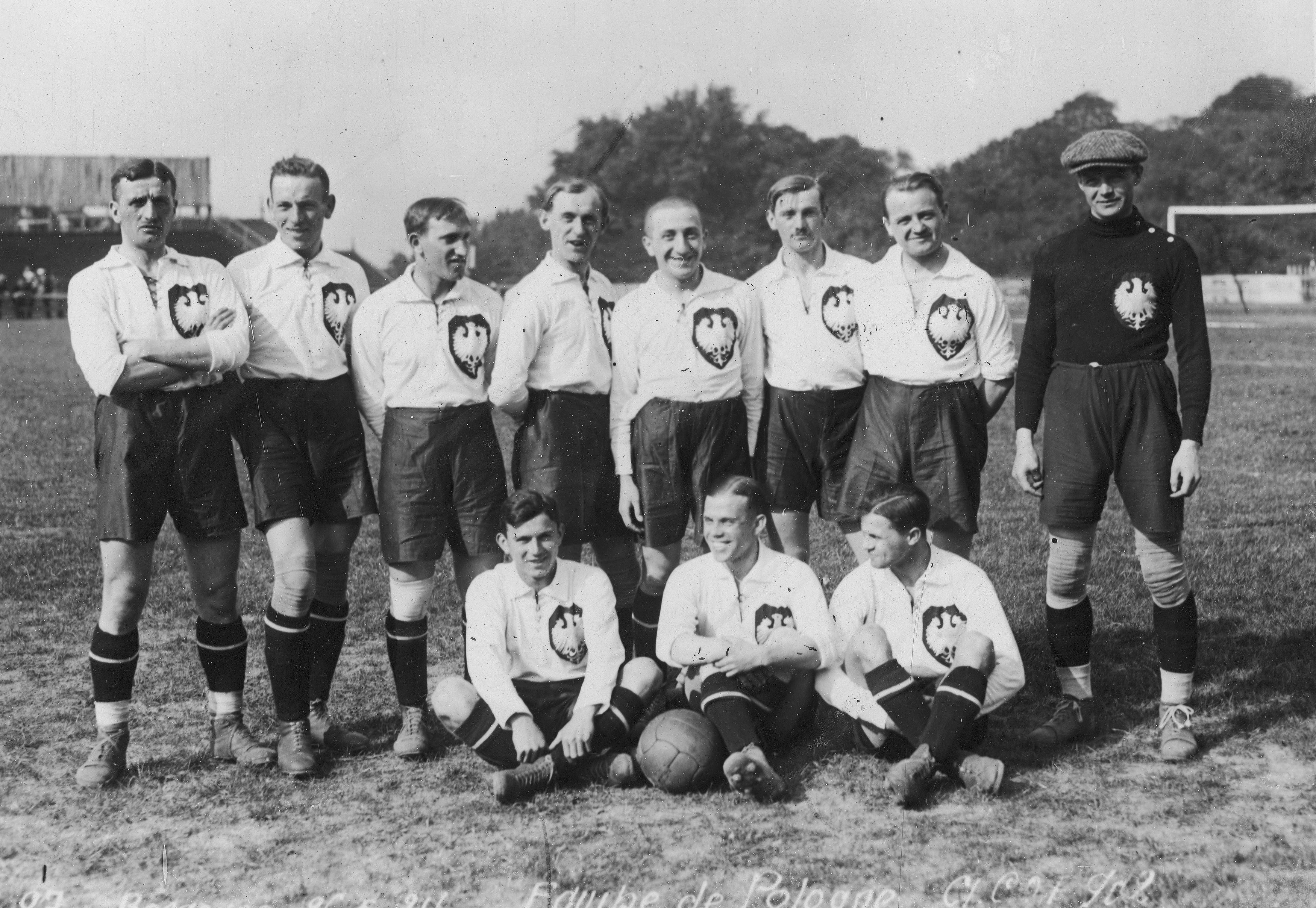
Styczeń (siedzi pośrodku) w barwach reprezentacji Polski podczas Igrzysk Olimpijskich 1924